# Conus reductaspiralis
Espèce
Statut de conservation UICN

 LC  : Préoccupation mineure
Conus reductaspiralis est une espèce de mollusques gastéropodes marins de la famille des Conidae.
Comme toutes les espèces du genre Conus, ces escargots sont prédateurs et venimeux. Ils sont capables de « piquer » les humains et doivent donc être manipulés avec précaution, voire pas du tout.

## Description
La taille de la coquille varie entre 27 mm et 51 mm.

## Distribution
Cette espèce marine est endémique à l'Australie et se trouve au large de l'Australie-Occidentale.

### Niveau de risque d’extinction de l’espèce
Selon l'analyse de l'UICN réalisée en 2011 pour la définition du niveau de risque d'extinction, cette espèce est très répandue en Australie-Occidentale et ne fait l'objet d'aucune menace connue. Elle est considérée comme localement abondante et se trouve dans plusieurs zones marines protégées. Elle est inscrite dans la catégorie préoccupation mineure.

## Taxinomie

### Publication originale
L'espèce Conus reductaspiralis a été décrite pour la première fois en 1979 par le malacologiste américain Jerry Glenn Walls.

### Synonymes
- Conus (Splinoconus) reductaspiralis Walls, 1979 - appellation alternative
- Conus nielsenae reductaspiralis Walls, 1979 - non accepté
- Kioconus (Ongoconus) reductaspiralis (Walls, 1979) - non accepté
- Kioconus reductaspiralis (Walls, 1979) - non accepté